# Valandro
Valandro (em nórdico antigo: Vanlanda; em islandês: Vanlande ou Vanlandi; em latim: Valander) foi rei dos Suíones (Suídia) no século II da Casa dos Inglingos.

## Vida
Valandro era filho de de Suérquero. Com a morte de seu pai, sucedeu-o como governante das propriedades reais de Upsália. Era um grande guerreiro que viajou de país em país. Em certa ocasião, aceitou o convite para invernar na Finlândia com Esner [Neve], o Velho, onde casou com sua filha Driva [monte de neve]. Mas na primavera partiu, deixando a esposa com a promessa de que voltaria após três anos. Passados 10 anos, Driva mandou a feiticeira Hulda (seiðr), bem como o filho deles, Visbur, à Suídia (os domínios de Valandro). Driva deu presentes a Hulda para que conjurasse o marido de volta à Finlândia ou matasse-o.
Quando Hulda fez sua conjuração, Valandro estava em Upsália. O rei foi arrebatado pela vontade de voltar, mas amigos e conselheiros evitaram que fosse por acharem que era uma magia dos finos. Então o sono tomou conta dele e ele se deitou para dormir. Mas mal foi dormir quando gritou, dizendo que um pesadelo o seguia (íncubo). Seus homens se aproximaram para ajudar, mas quando pegaram a sua cabeça o pesadelo pisou nas pernas dele e quase quebraram. E quando agarraram os seus pés, pressionou sua cabeça para que morresse. Os suíones queimaram seu corpo próximo a um rio chamado Escuta, e erigiram pedras memoriais. Segundo Tiodolfo de Hvinir:
| “ | Uma feiticeira vil, fez Valandro, visitar, o irmão de Vili (Odim),[a] quando aquele pisar, da mulher-trol, prostituta amaldiçoada, o rei guerreiro; foi ele queimado, na margem do Escuta, nobre príncipe, que o pesadelo matou. | ” |